# Căuaș
Căuaș è un comune della Romania di 2 458 abitanti, ubicato nel distretto di Satu Mare, nella regione storica della Transilvania. 
Il comune è formato dall'unione di 6 villaggi: Ady Endre, Căuaș, Ghenci, Ghilești, Hotoan, Rădulești.